# Hwicce

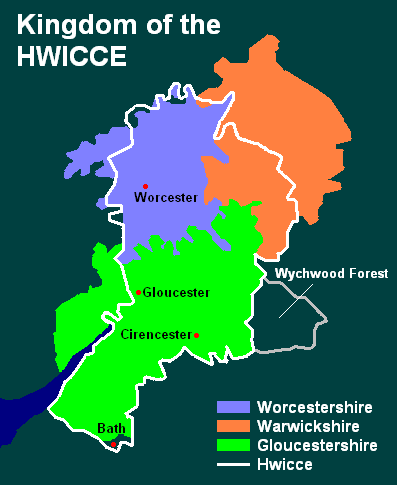
Regno di Hwicce

Il Hwicce fu un regno tribale anglosassone dell'Inghilterra medievale. Secondo la Cronaca anglosassone il regno fu creato nel 577 dopo la battaglia di Deorham. È menzionata per la prima volta nella Tribal Hidage per l'anno 626. Dopo il 628 il regno divenne un cliente o un regno satellite della Mercia a seguito della battaglia di Cirencester. I confini esatti della regno sono incerti, anche se è probabile che coincidessero con quelli dell'antica diocesi di Worcester (i suoi primi vescovi portarono il titolo di Episcopus Hwicciorum), fondata nel 679/680. Il regno avrebbe quindi incluso il Worcestershire, tranne la punta nord-occidentale, il Gloucestershire (tranne la foresta di Dean), la metà meridionale del Warwickshire, le zone vicine a Bath, a nord dell'Avon, oltre a piccole parti dell'Herefordshire, del Shropshire, dello Staffordshire e il Wiltshire nordoccidentale. Vari storici e archeologi hanno esaminato la Hwicce Unito, tra cui Della Hooke e Stephen J. Yeates nel suo libro The Tribe of Witches (2008).

## Storia
Il territorio degli Hwicce corrispondeva più o meno alla civitas romana dei Dobunni. La zona sembra essere rimasta in gran parte britannica durante il secolo successivo alla partenza dei romani dalla Britannia, ma sepolture pagane e toponimi nell'area nord-orientale suggeriscono un afflusso di angli lungo il Warwickshire Avon e forse per altre vie, esigendo forse tributi dai sovrani britannici.
Secondo la Cronaca anglosassone ci fu una battaglia a Dyrham nel 577 in cui i Gewisse, comandati da Ceawlin, uccisero tre sovrani britannici, conquistando Gloucester, Cirencester e Bath. La loro occupazione di quest'area non durò a lungo e potrebbe essersi conclusa già nel 584, data della battaglia di Fethanleag, nella quale Cutha fu ucciso e comunque di certo dal 603 quando, secondo Beda, Sant'Agostino partecipò a una conferenza di vescovi gallesi "alla quercia di Sant'Agostino ai confini tra il regno del Hwicce e quello dei Sassoni occidentali". 
Gli Angli rafforzato la loro influenza su tutta l'area nel 628, quando (dice la Cronaca Anglosassone), i Sassoni occidentali, dopo aver combattuto contro il re anglo di Mercia Penda a Cirencester, vennero poi a patti con quest'ultimo, che aveva evidentemente vinto. Sicuramente egli aveva però dato vita a un'alleanza con i leader locali, in quanto la prima comunità politica dobunnica non divenne subito parte della Mercia, diventando invece un regno alleato o cliente del Hwicce. Il regno satellite di Hwicce comprendeva un certo numero di gruppi tribali distinti, tra cui gli Usmeri, gli Stoppingi e i Weorgorani. 
I primi sovrani di cui si ha memoria scritta sarebbero due fratelli, Eanhere e Eanfrith, forse contemporanei di Wulfhere. Nella Historia Ecclesiastica Gentis Anglorum Beda dice che la regina Eafe "fu battezzata nel suo proprio paese, il regno degli Hwicce. Era figlia di Eanfrith, fratello di Eanhere. Entrambi erano Cristiani, come il loro popolo". Da ciò si deduce che questo regno era cristianizzato e che i due appartenevano alla famiglia reale. È probabile che Hwicce fu convertita al Cristianesimo dai cristiani celtici piuttosto che dalla missione inviata da papa Gregorio I, dato che Beda, che era molto informato sull'azione evangelizzatrice di questi missionari papali, non menziona il Hwicce.
Anche se i toponimi dimostrano una diffusa presenza anglosassone nel territorio, la limitata presenza di sepolture pagane e due toponimi che identificano senza dubbio chiese romano-britanniche, suggerisce che il Cristianesimo sopravvisse all'arrivo dei nuovi popoli. Ci sono anche sepolture probabilmente cristiane sotto la cattedrale di Worcester e la chiesa di Santa Maria de Lode a Gloucester. Ciò sembra indicare che gli invasori anglosassoni furono assorbiti nella chiesa già esistente. La dinastia regnante del Hwicce fu probabilmente la figure chiave di questo processo. Forse ci furono matrimoni misti tra e principali famiglie angle e britanniche. 
Attraverso una complessa catena di ragionamento si può dedurre che Eanhere sposò Osthryth, figlia di Oswiu di Northumbria, e che i due ebbero dei figli chiamati Osric, Oswald e Oshere. Osthryth è ricordata come moglie di Aethelred di Mercia. Un precedente matrimonio di Eanhere spiegherebbe perché Osric e Oswald sono descritti come nepotes di Etelredo, termine che di solito significa "nipoti", ma che qui probabilmente indica "figliastri". 
Osric era ansioso che il Hwicce avesse il proprio vescovo, fu Oshere a giocare un ruolo fondamentale con la sua influenza nella creazione della sede di Worcester nel 679-80. È probabile che all'epoca Osric fosse morto. Tatfrid di Whitby fu il primo vescovo di Hwicce, ma morì prima dell'ordinazione e fu sostituito da Bosel. Un cronista di Worcester del XII secolo afferma che quella città fu scelta come sede vescovile perché era la capitale del Hwicce. 
A Oshere succedettero i figli Aethelheard, Aethelweard ed Aethelric. All'inizio del regno di Offa di Mercia troviamo che Hwicce era governato da tre fratelli, di nome Eanberht, Uhtred e Ealdred, gli ultimi due dei quali vissero fino attorno al 780. Dopo di loro il titolo di re sembra essere stato abbandonato. Il loro successore, Aethelmund, che fu ucciso durante una campagna militare contro il Wessex nell'802, è definito Earl. 
Dopo la caduta della Mercia, insieme a ciò che restava di quest'ultima fu sottomesso da re Alfredo il Grande.

## Sovrani edEarldi cui si ha notizia
- Eanfrith c. 650 – c. 674
- Eanhere c. 674
- Osric c. 650 – 674 o 679
- Oshere 679 – 693 o 704
- ? Ethelmod c. 680 - c. 700
- Ethelheard c. 692 - 710
- Aethelweard 692 - 717 o 720
- Osred c. 693 - c. 730
- Ethelric 706 - 736
- Eanberht 757 - 759
- Uhtred 757 - 779
- Ealdred c. 759 - 778 o 790
- Ethelmund c. 796
- ? Ethelric 804